# Одыниця, Иван Петрович
Иван Петрович Одыниця (1930, Полтавская область, Украинская ССР) — станционный диспетчер станции Ясиноватая Донецкой железной дороги, Донецкая область, Украинская ССР. Герой Социалистического Труда (1981).

## Биография
Родился в 1930 году в одном из населённых пунктов современной Полтавской области. В послевоенное время трудился башмачником в Ясиноватском отделении Донецкой железной дороги. После срочной службы в Советской Армии возвратился на станцию Ясиноватая, где стал трудиться помощником составителя поездов, мастером формирования поездов. Затем был назначен бригадиром составителей, которая обслуживала парк поездов, отправляемых в Приазовье. Окончил школу рабочей молодёжи.
Ежегодно показывал высокие трудовые результаты. За одну смену формировал 2 — 3 поезда сверх нормы. За годы Восьмой пятилетки (1966—1970) составил 850 сверхплановых поездов. За выдающиеся трудовые достижения был награждён Орденом Трудового Красного Знамени. Накануне Девятой пятилетки (1971—1975) стал инициатором социалистического соревнования среди железнодорожников Донецкой железной дороги за достойную встречу 30-летия Победы в Великой Отечественной войны. Досрочно выполнил личное социалистическое обязательство и плановые задания Девятой пятилетки, за что был награждён Орденом Октябрьской революции.
После окончания вечернего отделения Ясиноватского строительного техникума транспортного строительства по специальности «техник-эксплуатационник» трудился дежурным по станции, станционным диспетчером 2-й смены Западного направления станции Ясиноватая. В течение нескольких лет его смена ежегодно показывала высокие трудовые результаты, занимала передовые места в социалистическом соревновании среди железнодорожников Донецкой железной дороги и досрочно выполнила коллективное социалистическое обязательство и плановые задания Десятой пятилетки (1976—1980). Указом Президиума Верховного Совета СССР от 2 апреля 1981 года удостоен звания Героя Социалистического Труда за «выдающиеся производственные достижения, досрочное выполнение заданий десятой пятилетки и социалистических обязательств» с вручением ордена Ленина и золотой медали «Серп и Молот» (№ 19869).
После выхода на пенсию проживал в городе Ясиноватая. С 1987 года — персональный пенсионер союзного значения.

## Награды
- Герой Социалистического Труда
- Орден Ленина
- Орден Трудового Красного Знамени (04.08.1966)
- Орден Октябрьской Революции (28.02.1974)
- Почётный железнодорожник.